# Haworthia glabrata
Haworthia glabrata är en grästrädsväxtart som först beskrevs av Salm-dyck, och fick sitt nu gällande namn av John Gilbert Baker. Haworthia glabrata ingår i släktet Haworthia och familjen grästrädsväxter. Inga underarter finns listade i Catalogue of Life.

## Bildgalleri

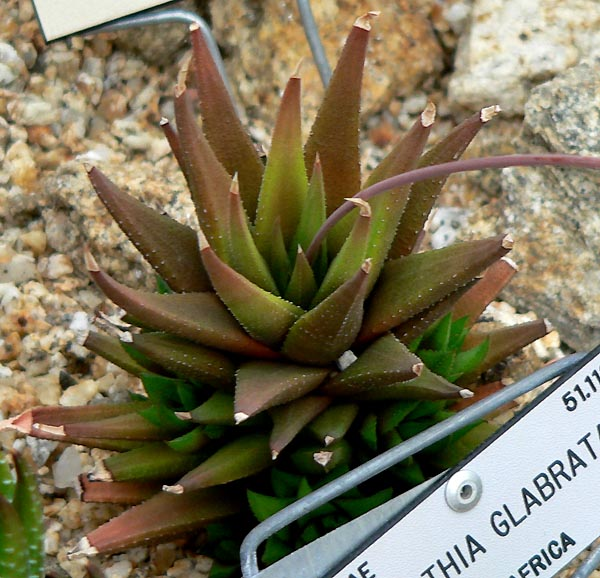
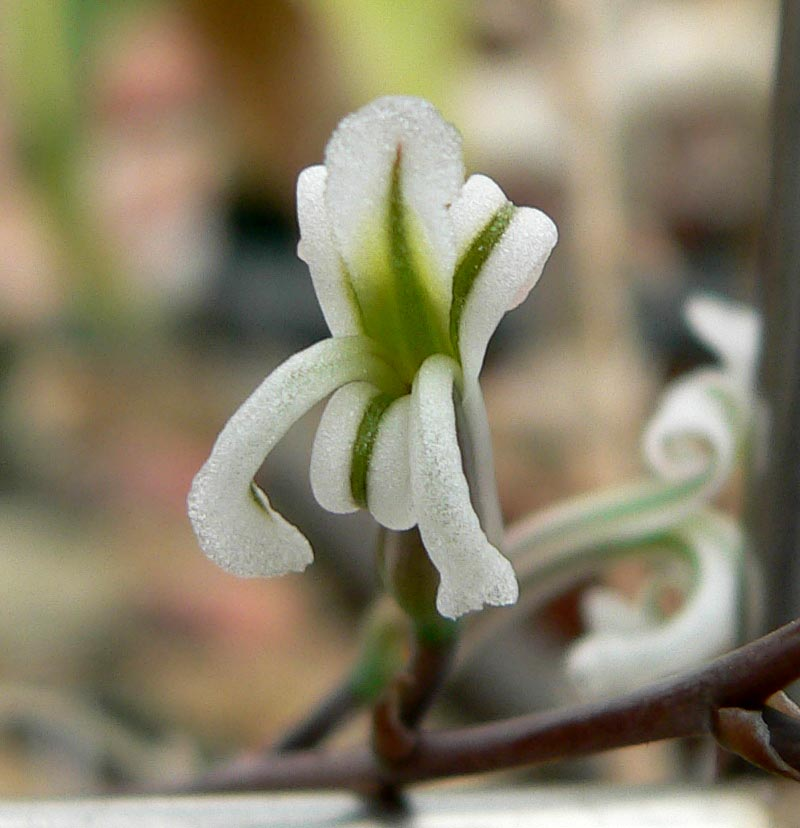